# Powiat Bydgoski
Der Powiat Bydgoski ist ein Powiat (Kreis) in der polnischen Woiwodschaft Kujawien-Pommern. Der Powiat hat eine Fläche von 1394,80 km², auf der etwa 115.000 Einwohner leben. Er ist nahezu identisch mit dem historischen Landkreis Bromberg.

## Geschichte
Der Powiat Bydgoski gehörte von 1920 bis 31. März 1938 zur Woiwodschaft Posen und kam im Zuge einer Gebietsreform am 1. April 1938 an die damalige Woiwodschaft Großpommerellen.

## Gemeinden
Der Powiat umfasst acht Gemeinden, davon zwei Stadt-und-Land-Gemeinden, deren Hauptorte das Stadtrecht besitzen, sowie sechs Landgemeinden.

### Stadt-und-Land-Gemeinden
- Koronowo (Polnisch Krone)
- Solec Kujawski (Schulitz)

### Landgemeinden
- Białe Błota (Weißfelde)
- Dąbrowa Chełmińska (Damerau)
- Dobrcz (Dobsch)
- Nowa Wieś Wielka (Groß Neudorf)
- Osielsko (Osielsk)
- Sicienko (Klein Sittno)